# Maladera ventralis
Maladera ventralis är en skalbaggsart som beskrevs av Brenske 1897. Maladera ventralis ingår i släktet Maladera och familjen Melolonthidae. Inga underarter finns listade i Catalogue of Life.